# كلوديا كوستر
كلوديا كوستر (بالهولندية: Claudia Koster)‏ هي دراجة هولندية، ولدت في 22 مارس 1992.

## وصلات خارجية
- كلوديا كوستر على موقع الاتحاد الدولي للدراجات (الإنجليزية)
- كلوديا كوستر على موقع أرشيف الدراجات (الإنجليزية)
- كلوديا كوستر على موقع إحصائيات الدراجات الإحترافية (الإنجليزية)
- كلوديا كوستر على موقع نسبة الدراجات (الإنجليزية)
- كلوديا كوستر على موقع CycleBase (الإنجليزية)